# Bungbangsari
Bungbangsari is een bestuurslaag in het regentschap Cianjur van de provincie West-Java, Indonesië. Bungbangsari telt 5828 inwoners (volkstelling 2010).